# Jim Crockett Promotions
Jim Crockett Promotions ist der Name einer ehemaligen US-amerikanischen Wrestling-Promotion, die in Charlotte, North Carolina beheimatet war. Promotor war Jim Crockett Jr.

## Geschichte
Die Geschichte der Promotion begann im Jahre 1931, als der Promotor Jim Crockett Sr. Wrestling-Turniere unter verschiedenen Namen abhielt. Erst in den 1950er Jahren wurde begonnen, die Turniere unter dem Banner der Jim Crockett Promotions (JCP) abzuhalten und diese trat in der Folgezeit der noch jungen National Wrestling Alliance bei. 1973 wurde die Promotion in Mid-Atlantic Championship Wrestling und 1983 zur nationalen Promotion reorganisiert. MACW hatte zu dieser Zeit Georgia Championship Wrestling erworben und veranstaltete von dort aus das national ausgelegte TV-Format World Championship Wrestling.
Ab 1984 begann Crockett Jr. seine Promotion auf nationaler Ebene zu reorganisieren, indem er einige NWA-Affiliates aufkaufte. So erwarb er die Promotionen Championship Wrestling from Georgia (1985), Heart Of America (1986), Championship Wrestling from Florida (1987), St. Louis Wrestling Club (1987) und Universal Wrestling Federation (1987). Mit dem Verkauf der Promotion an Ted Turner wurde Jim Crockett Promotions aufgelöst und eine neue Promotion mit den Banner World Championship Wrestling gegründet. Crockett Jr. trat unabhängig von der WCW aber noch wenige Jahre als Veranstalter in Erscheinung.

## Erworbene Promotionen
- Eastern States Championship Wrestling
- Mid-Atlantic Championship Wrestling
- Central States Wrestling
- St. Louis Wrestling Club
- Championship Wrestling from Florida
- Championship Wrestling from Georgia
- Mid-South Wrestling

## Titel
- 1968–1985: NWA Mid-Atlantic Tag Team Championship
- 1970–1986: NWA Mid-Atlantic Heavyweight Championship
- 1973–1988: NWA World Heavyweight Championship
- 1974–1988: NWA Mid-Atlantic Television Championship
- 1975–1988: NWA United States Heavyweight Championship (Mid-Atlantic Version)
- 1975–1988: NWA World Tag Team Championship
(Mid-Atlantic Version)
- 1984–1988: NWA World Six-Man Tag Team Championship
- 1986–1988: NWA United States Tag Team Championship
(Mid-Atlantic Version)